# Rhynchites
Genre
Rhynchites est un genre d'insectes de l'ordre des coléoptères (insectes possédant en général deux paires d'ailes incluant entre autres les scarabées, coccinelles, lucanes, chrysomèles, hannetons, charançons et carabes), de la famille des Attelabidae (ou des Rhynchitidae selon les classifications). En français, on les appelle rhynchites, mais d'autres genres portent aussi ce nom vernaculaire.

## Liste des espèces
- Rhynchites aequatus - rhynchite rouge du pommier voir Tataniaerhynchites aequatus
- Rhynchites auratus (Scopoli) - rhynchite doré ou rhynchite du prunellier
- Rhynchites bacchus - rhynchite bacchus (nom local : straton près de Bordeaux)
- Rhynchites coeruleus de Geer - rhynchite coupe-bourgeons
- Rhynchites velatus LeConte, 1880
- Rhynchites viridiaeneus Randall, 1838